# Дар'їнське
Да́р'їнське (каз. Дарьинское) — село у складі Байтерецького району Західноказахстанської області Казахстану. Адміністративний центр Дар'їнського сільського округу.
Населення — 5701 особа (2021; 5329 у 2009, 5239 у 1999, 5316 у 1989).